# Henry Jones (Philosoph)

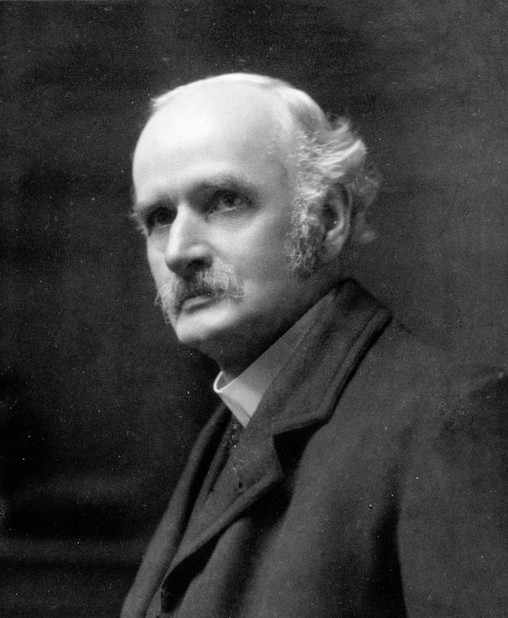
Henry Jones.

Sir Henry Jones (* 30. November 1852 in Llangernyw; † 4. Februar 1922) war ein walisischer Vertreter des britischen Idealismus.
Jones studierte am Bangor Normal College und wurde Lehrer bei Brynamman. Später setzte er seine Studien an der University of Glasgow, in Oxford und Deutschland fort. 1882 heiratete er eine Schottin und lebte später in Schottland.
Jones wurde 1912 zum Knight Bachelor geschlagen. Seit 1904 war er Mitglied (Fellow) der British Academy.

## Werke
- Browning as a Philosophical and Religious Teacher (1891)
- A Critical Account of the Philosophy of Lotze (1895)
- A Faith that Enquires (1922)
- The Nature and Aims of Philosophy. Mind (N. S.) 2(1893), 160 – 173
- Old Memories. Autobiography of Sir Henry Jones. (1923)